# Champs, Puy-de-Dôme
Champs är en kommun i departementet Puy-de-Dôme i regionen Auvergne-Rhône-Alpes i centrala Frankrike. Kommunen ligger i kantonen Combronde som tillhör arrondissementet Riom. År 2022 hade Champs 421 invånare.

## Befolkningsutveckling
Antalet invånare i kommunen Champs
| Referens: INSEE |